# Vasilitsa
Vasilitsa (griechisch Βασιλίτσα) ist ein Naturschutzgebiet im Norden des Pindos Gebirges in Nordgriechenland, das sowohl der Präfektur Grevena als auch der Region Epirus angehört.

## Lage
Vasilitsa liegt zwischen den Städten Grevena und Ioannina im nördlichen Pindos-Gebirge. Es beginnt östlich des Dorfes Distrato und umfasst als höchste Berggipfel Vasilitsa mit 2248 Metern, Mantilitsa mit 1722 Metern, Strangopetra mit 1636 Metern und Koleu mit 1866 Metern. Im Nordosten reicht das Gebiet bis zum Dorf Smixi und im Süden bis zum Dorf Avdella. Vasilitsa liegt so auf der Grenze zwischen der Region Epirus und Westmakedonien. Es ist Teil des Nationalparks Nord-Pindos (Εθνικό Πάρκο Βόρειας Πίνδου) und erstreckt sich über ungefähr 80 Quadratkilometer.

## Beschreibung

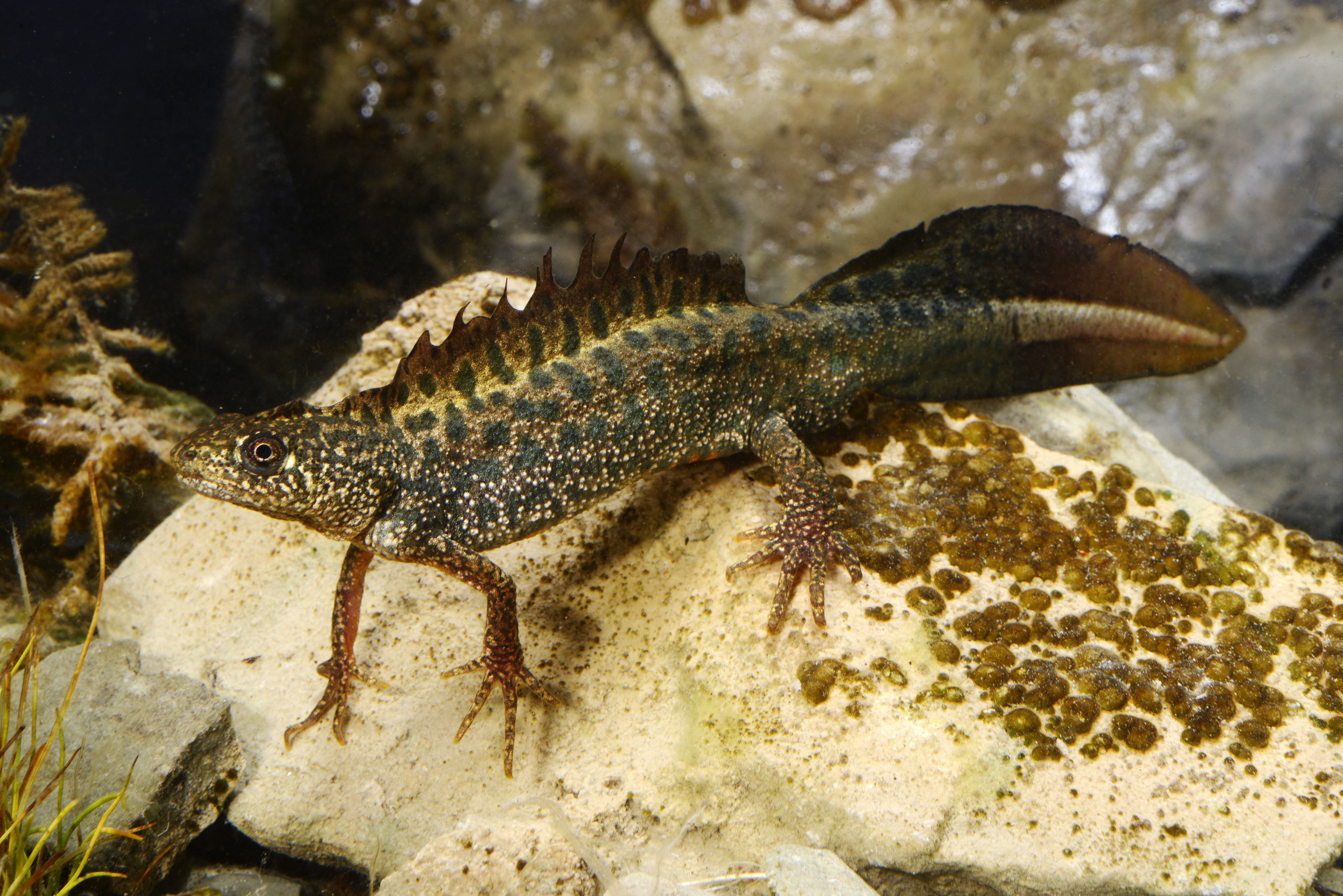
Makedonischer Kammmolch

Das Naturschutzgebiet besteht aus einem bergigen Gebiet. Auf den Berghängen wachsen Buchen (Hainsimsen-Buchenwald (Luzulo-Fagenion)), Traubeneichen, Mittelmeer-Kiefern sowie  endemische Schwarzkiefern.
Dort leben auch geschützte Arten wie die Gelbbauchunke, der Makedonische Kammmolch, der Fischotter, die Karpfenarten Barbus balcanicus und Barbus prespensis. Weiter kommen dort der Bergmolch und die Fischart Schneider vor.
In Vasilitsa wurden auch die größten Stoßzähne der Welt gefunden, die von einem Mammut (Μαστόδοντας) stammen, das vor Millionen von Jahren in dieser Gegend lebte.
An den Hängen des Bergmassivs Lygos (Λίγγος) befindet sich ein seit 1975 schrittweise ausgebautes Skigebiet mit leichten (4 km), mittelschweren (14 km) und schweren (4 km) Pisten und sieben Liften. Es liegt zwischen 1642 und 2110 Meter über dem Meer.
Vasilitsa ist als Natura 2000 Schutzgebiet mit der Registriernummer GR1310001 ausgewiesen. und erhielt seinen Namen durch den gleichnamigen Berg.